# 312年
| 千纪： | 1千纪                                                                                           |
| 世纪： | 3世纪 \| 4世纪 \| 5世纪                                                                         |
| 年代： | 280年代 \| 290年代 \| 300年代 \| 310年代 \| 320年代 \| 330年代 \| 340年代                       |
| 年份： | 307年 \| 308年 \| 309年 \| 310年 \| 311年 \| 312年 \| 313年 \| 314年 \| 315年 \| 316年 \| 317年 |
| 纪年： | 壬申年（猴年）；西晋永嘉六年；成汉玉衡二年；前赵嘉平二年                                        |

## 大事记
- 石勒準備南攻建業，鎮守建業的司馬睿會集江南兵力于壽春，漢國軍因缺糧和有疫症，接受張賓的建議放棄留駐南方而北歸，未能攻陷壽春。
- 段部鮮卑段就六眷率其弟段匹磾、段文鴦、堂弟段末波攻]進攻漢國，與漢國將領石勒戰於襄國（今中國河北省邢台縣），段末波為石勒軍所俘，段部鮮卑遂大敗，石勒以段末波為人質，雙方和解，從此段部鮮卑改而歸附石勒。
- 佛圖澄通過大將軍郭黑略與時為漢趙將領的後趙開國皇帝石勒相見，用道術感化，阻止其殘殺。
- 西晉流浪民眾起義領袖王如因严重缺粮，内部分裂，投降西晉揚州刺史王敦，被殺。
- 10月28日——君士坦丁大帝在米爾維安大橋戰役擊敗馬克森提烏斯。
- 10月29日——君士坦丁大帝率領大軍穿過羅馬的城門。

## 逝世
- 賈疋
- 王如西晉流浪民眾起義領袖。
- 衛玠
- 馬克森提烏斯，羅馬帝國西部奧古斯都馬克西米安之子，羅馬帝國皇帝。
- 12月3日——戴克里先，羅馬皇帝